# Vysokorychlostní telegrafie
Vysokorychlostní telegrafie (zkr. HST z angl. High speed telegraphy) - disciplína radioamatérského sportu. Spočívá ve vysílání a příjmu značek Morseovy abecedy na čas a bez použití podpůrných prostředků jako dekódovací software apod.
Systém soutěží je postupový, v České republice se skládá z oblastních přeborù a mistrovství republiky. Dalším stupněm jsou potom mezinárodní závody a mistrovství světa. V oblastních přeborech se soutěží ve zjednodušených disciplínách a v nižších rychlostech v příjmu.
Závodníci se dělí do šesti kategorií:
A juniorky, B junioři, C ženy, D muži, E seniorky a F senioři.
Soutěží se ve třech disciplínách:
1. Příjem na rychlost - přijímají se texty dlouhé jednu minutu. Texty jsou složeny z písmen, číslic a v mezinárodních závodech se přijímá smíšený text, složený z písmen, číslic a interpunkčních znamének.
2. Vysílání na rychlost - vysílají se písmena, číslice a případně smíšený text po dobu 1 minuty.
3. Practising - skládá se z testu za pomocí dvou počítačových programů. Program PED vysílá volací značku, závodník ji musí zachytit bez chyby a potom s touto „stanicí“ navázat spojení. Program sám vypočítá výsledek. Program RUFZ vysílá 50 volacích značek a cílem je zapsat tyto značky za co nejkratší dobu s co nejméně chybami. Program opět vyhodnotí výsledek. Součet bodů z obou programů tvoří výsledek disciplíny.

HST je mezi radioamatérskými sporty jediný, který je uznán naším státem jako reprezentační, a proto je jeho reprezentace podporována účelovou dotací ministerstva školství.
Reprezentace České republiky se na mistrovství světa umisťuje mezi 16-18 státy v první polovině.